# وينكي رايت
وينكي رايت (بالإنجليزية: Winky Wright)‏ مواليد 26 نوفمبر 1971 في واشنطن، الولايات المتحدة، هو ملاكم أمريكي يصنف ضمن فئة الوزن المتوسط. حقق بطولة رابطة الملاكمة العالمية وبطولة المجلس العالمي للملاكمة وبطولة الاتحاد الدولي للملاكمة وبطولة منظمة الملاكمة العالمية.

## إحصائيات
خاض خلال مسيرته 58 نزالا، فاز في 51 وتعادل في 1 وخسر في 6. فاز بالضربة القاضية في 25 نزالا.

## روابط خارجية
- وينكي رايت على موقع IMDb (الإنجليزية)
- وينكي رايت على موقع بوكس ريك (الإنجليزية) (registration required)